# Бъфи, убийцата на вампири
„Бъфи, убийцата на вампири“ (на английски: Buffy the Vampire Slayer) е американски сериал, създаден от Джос Уидън.
Излъчва се от 10 март 1997 г. до 20 май 2003 г. Сериалът проследява историята на Бъфи Съмърс (в ролята Сара Мишел Гелар), млада жена, призвана да се бори със силите на злото. Тя е последната от дълга редица избрани преди нея, по една във всяко поколение. Всяка Убийца има свой Наблюдател, който я напътства и тренира. Бъфи води битката срещу вещици, вампири и демони с помощта на верните си приятели.
Сериите обикновено достигат между два и четири милиона зрители при първоначалните излъчвания. Въпреки че рейтингът е по-нисък от тези на успешните предавания на „големите четири“ (Ей Би Си, NBC, CBS и FOX), той е успех за сравнително новия и по-малък Warner Brothers Network. Рецензиите за предаването са поразително добри и то е поставено под номер 41 в списъка на TV Guide за петдесетте най-добри TV предавания за всички времена. На 17 септември 2006 г. мрежата е беше закрита с излъчването на своите най-запомнящи се поредици, включително пилотните епизоди на „Бъфи“ и „Ейнджъл“. Успехът на „Бъфи“ води до стотици свързани продукти, включително романи, комикси и видео игри.

## „Бъфи, убийцата на вампири“ в България
В България сериалът е излъчен по Fox Life. Дублажът е на студио Александра Аудио. Ролите се озвучават от Живка Донева, Ирина Маринова (от първи до трети и седми сезон), Йорданка Илова (в четвърти сезон), Веселин Калановски (от първи до шести сезон), Илиян Пенев (от първи до четвърти сезон), Тодор Николов (от пети до шести сезон), Георги Тодоров (в седми сезон) и Живко Джуранов (в седми сезон).